# Scottish FA Cup 1900/01
Der Scottish FA Cup wurde 1900/01 zum 28. Mal ausgespielt. Der wichtigste schottische Fußballpokalwettbewerb begann am 12. Januar 1901 und endete mit dem Finale am 6. April 1901 in dem sich Heart of Midlothian gegen Celtic Glasgow mit 4:3 durchsetzen konnte. Das Spiel wurde im Ibrox Park in Glasgow ausgetragen. Die Hearts feierten von 1891 bis zum Jahr 1906 die größten Erfolge in der Klubgeschichte mit zwei Meisterschaften und vier gewonnenen Pokalsiegen.

## 1. Runde
Ausgetragen wurden die Begegnungen am 12. Januar 1901. Die beiden Wiederholungsspiele fanden am 19. Januar 1901 statt.
|                       | Ergebnis |                     |
| --------------------- | -------- | ------------------- |
| FC Ayr                | 2:2      | FC Orion            |
| Celtic Glasgow        | 1:0      | Glasgow Rangers     |
| FC Clyde              | 6:0      | East Stirlingshire  |
| FC Dundee             | 3:1      | FC Arthurlie        |
| Dundee Wanderers      | 0:3      | FC Abercorn         |
| Forfar Athletic       | 0:4      | Leith Athletic      |
| Heart of Midlothian   | 7:0      | FC Mossend Swifts   |
| Hibernian Edinburgh   | 7:0      | FC Dumbarton        |
| FC Kilmarnock         | 3:2      | Airdrieonians FC    |
| Greenock Morton       | 10:00    | FC Bo’ness          |
| Port Glasgow Athletic | 9:1      | FC Newton Stewart   |
| Royal Albert          | 1:1      | FC St. Johnstone    |
| FC St. Bernard’s      | 5:0      | Partick Thistle     |
| FC St. Mirren         | 10:00    | Kilwinning Eglinton |
| FC Stenhousemuir      | 1:3      | FC Queen’s Park     |
| Third Lanark          | 5:0      | Douglas Wanderers   |

### Wiederholungsspiele
|                  | Ergebnis |              |
| ---------------- | -------- | ------------ |
| FC Orion         | 1:3      | FC Ayr       |
| FC St. Johnstone | 2:0      | Royal Albert |

## 2. Runde
Ausgetragen wurden die Begegnungen am 26. Januar 1901. Die vier Wiederholungsspiele fanden am 9. Februar 1901 statt.
|                     | Ergebnis |                       |
| ------------------- | -------- | --------------------- |
| FC Ayr              | 1:3      | FC St. Mirren         |
| Celtic Glasgow      | 12:1 1   | FC Kilmarnock         |
| FC Clyde            | 3:5      | FC Dundee             |
| Heart of Midlothian | 2:1      | FC Queen’s Park       |
| Leith Athletic      | 0:3      | Port Glasgow Athletic |
| Greenock Morton     | 21:1 2   | FC St. Bernard’s      |
| Royal Albert        | 1:1      | Hibernian Edinburgh   |
| Third Lanark        | 1:1      | FC Abercorn           |

### Wiederholungsspiele
|                     | Ergebnis |                  |
| ------------------- | -------- | ---------------- |
| Celtic Glasgow      | 6:0      | FC Kilmarnock    |
| Greenock Morton     | 3:1      | FC St. Bernard’s |
| FC Abercorn         | 0:1      | Third Lanark     |
| Hibernian Edinburgh | 1:0      | Royal Albert     |

## Viertelfinale
Ausgetragen wurden die Begegnungen am 16. Februar 1901. Die drei Wiederholungsspiele zwischen Third Lanark und dem FC St. Mirren fanden am 23. Februar und 2./9. März 1901 statt.
|                       | Ergebnis |                     |
| --------------------- | -------- | ------------------- |
| FC Dundee             | 0:1      | Celtic Glasgow      |
| Hibernian Edinburgh   | 2:0      | Greenock Morton     |
| Port Glasgow Athletic | 1:5      | Heart of Midlothian |
| FC St. Mirren         | 0:0      | Third Lanark        |

### Wiederholungsspiele
|               | Ergebnis |               |
| ------------- | -------- | ------------- |
| Third Lanark  | 1:1      | FC St. Mirren |
| FC St. Mirren | 13:3 1   | Third Lanark  |
| FC St. Mirren | 11:0 1   | Third Lanark  |

## Halbfinale
Ausgetragen wurden die Begegnungen am 9. und 23. März 1901. Das Wiederholungsspiel zwischen Hibernian Edinburgh und Heart of Midlothian im Edinburgh Derby wurde am 23. März ausgetragen, datumsgleich mit dem zweiten Halbfinalspiel.
|                     | Ergebnis |                     |
| ------------------- | -------- | ------------------- |
| Heart of Midlothian | 1:1      | Hibernian Edinburgh |
| Celtic Glasgow      | 1:0      | FC St. Mirren       |

### Wiederholungsspiel
|                     | Ergebnis |                     |
| ------------------- | -------- | ------------------- |
| Hibernian Edinburgh | 1:2      | Heart of Midlothian |

## Finale
| Heart of Midlothian                                         | Heart of Midlothian | Celtic Glasgow | Celtic Glasgow |
| ----------------------------------------------------------- | --- | --- | -------------- |
| Heart of Midlothian                                         | \| 6. April 1901 um 15:00 Uhr Ortszeit in Glasgow (Ibrox Park) \| \| Ergebnis: 4:3 (2:1) \| \| Zuschauer: 15.000 \| \| Schiedsrichter: Jackson \| \| Spielbericht \|            | \| 6. April 1901 um 15:00 Uhr Ortszeit in Glasgow (Ibrox Park) \| \| Ergebnis: 4:3 (2:1) \| \| Zuschauer: 15.000 \| \| Schiedsrichter: Jackson \| \| Spielbericht \|                            | Celtic Glasgow |
| Heart of Midlothian                                         | George Philip, Davie Baird, Albert Buick, George Hogg, Harry Allan, George Key, Bobby Walker, Charles Thomson, Bill Porteous, Bob Houston, Mark Bell Cheftrainer: Peter Fairley | Daniel McArthur, Jimmy Davidson, Bernard Battles, Davie Russell, Willie Loney, Willie Orr, William McOustra, John Divers, Johnny Campbell, Sandy McMahon, Jimmy Quinn Cheftrainer: Willie Maley | Celtic Glasgow |
| Heart of Midlothian                                         | Bobby Walker Charles Thomson Mark Bell | Sandy McMahon William McOustra Jimmy Quinn | Celtic Glasgow |
| 6. April 1901 um 15:00 Uhr Ortszeit in Glasgow (Ibrox Park) | | |                |
| Ergebnis: 4:3 (2:1)                                         | | |                |
| Zuschauer: 15.000                                           | | |                |
| Schiedsrichter: Jackson                                     | | |                |
| Spielbericht                                                | | |                |